# 永平公主 (明朝)
永平公主（1379年—1444年4月22日），明成祖朱棣第二女，母徐皇后。永平公主下嫁李让，后者被封富阳侯，生下一子李茂芳。

## 生平
洪武十二年出生，洪武二十八年（1395年）封为永平郡主，下嫁仪宾李让。永乐元年，封永平公主，仪宾李让封驸马都尉。宣德初，进封永平长公主。正统初，进封永平大长公主。
永平公主因涉嫌与其子李茂芳谋反，而被明仁宗贬为平民身份。正统九年（1444年）四月甲申，公主逝世，享壽六十六岁。